# Joseph Peruschitz

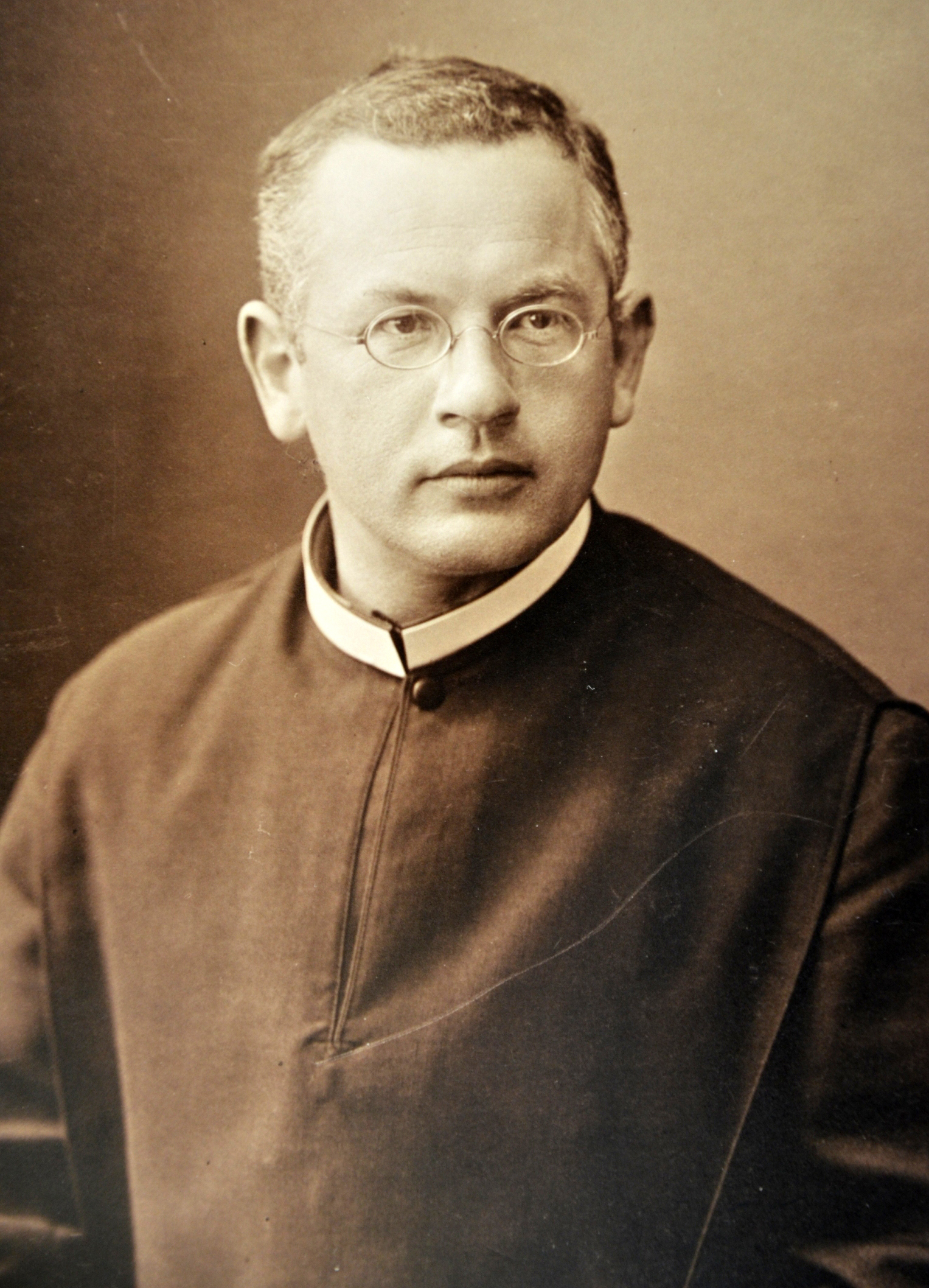
Pater Joseph Peruschitz, OSB

Pater Joseph Peruschitz, OSB (bürgerlich Benedikt Peruschitz, 21. März 1871 in Straßlach, Oberbayern; † 15. April 1912 im Nordatlantik beim Untergang der Titanic), war ein deutscher Benediktinerpater. Er gehörte zu den Opfern aus den Reihen der Passagiere zweiter Klasse des Schiffes und wurde durch Berichte Überlebender über sein vorbildliches Verhalten beim Untergang der Titanic bekannt.

## Leben
Peruschitz lebte ab 1872 in Dorfen, wo sein Vater Mathias Peruschitz († 24. März 1923 in Dorfen mit 89 Jahren), eigentlich von Beruf Maurerpolier, einen Baustoffhandel eröffnete. Sein väterlicher Nachname lässt auf ungarische oder kroatische Herkunft schließen. Seine Mutter war Elisabeth Peruschitz (* 1847 in Annabrunn; † 14. Februar 1925 in Dorfen), geborene Neudecker. Von 1877 bis 1882 besuchte Benedikt die Volksschule und hatte schon 1882 als Lateinschüler Kontakt zum Kloster Scheyern. Ab 1886 war er Schüler am Erzbischöflichen Knabenseminar Freising (heute Dom-Gymnasium Freising). Dort machte er im August 1890 sein Abitur. Anschließend nahm er sein Studium in Philosophie und später Theologie am Fürstbischöflichen Lyceum auf.
Im sechsten Semester trat er in das Noviziat des Klosters Scheyern ein. Am 28. April 1895 wurde er, noch vor seinen Ordensgelübden, in Scheyern durch Erzbischof Antonius von Thoma zum Priester geweiht. Er hieß fortan Pater Joseph OSB und übernahm in Scheyern Lehrtätigkeiten in den Fächern Mathematik, Musik und Sport. Die Karwoche des Jahres 1912 verbrachte er im Benediktinerkloster St. Augustine in Ramsgate (Grafschaft Kent). Von dort machte er sich auf nach Minnesota, wo er beim Aufbau einer Benediktinerschule Unterstützung leisten sollte. Er sollte dort an der Preparatory School des Saint John’s Abbey in Collegeville unterrichten und zudem die Leitung der High School der Congregations Benedictine School übernehmen. Er reiste am 30. März 1912 von Scheyern ab, um seine Reise am 10. April 1912 an Bord der Titanic fortzusetzen.

## Auf der Titanic
Er buchte die Passage zweiter Klasse von Southampton nach New York auf der Titanic. Nach Aussagen einiger Überlebender der Katastrophe las er an Bord regelmäßig die Hl. Messe und predigte auf Deutsch und Ungarisch für die 3. und später auch die 2. Klasse des Schiffes, zusammen mit seinem englischsprachigen Mitbruder Father Thomas Byles.
Als erkennbar wurde, dass das Schiff untergehen würde, beteten die Geistlichen mit den gläubigen Passagieren, hörten die Beichte und sprachen den Verzweifelten gut zu. Als den Priestern Plätze in einem Rettungsboot angeboten wurden, lehnten beide ab, einzusteigen.

„Der Benediktinerpater Joseph Peruschitz aus Scheyern und Pater Byles aus England waren, als die Katastrophe eintrat und Frauen und Kinder in die Boote geschafft wurden, sofort zur Hand, um allen, soweit es möglich war, zu helfen. [...] Als das letzte Boot hinabgelassen war, sahen die Insassen dieses Bootes ganz deutlich, wie die beiden Priester den Rosenkranz vorbeteten, und hörten, wie eine große Anzahl kniender Passagiere in inbrünstigen Gebeten antworteten. Dann erloschen die Lichter der Titanic, so dass man nicht mehr sehen konnte; aber man hörte weder Jammergeschrei noch Schreckensrufe.“

Peruschitz überlebte die Titanic-Katastrophe nicht und konnte auch unter den geborgenen Opfern nicht identifiziert werden. In Scheyern bekam der damalige Abt Metzenleiter am 22. April eine Nachricht, dass Peruschitz wahrscheinlich umgekommen sei und am 4. Mai 1912 wurde dies zur traurigen Gewissheit.

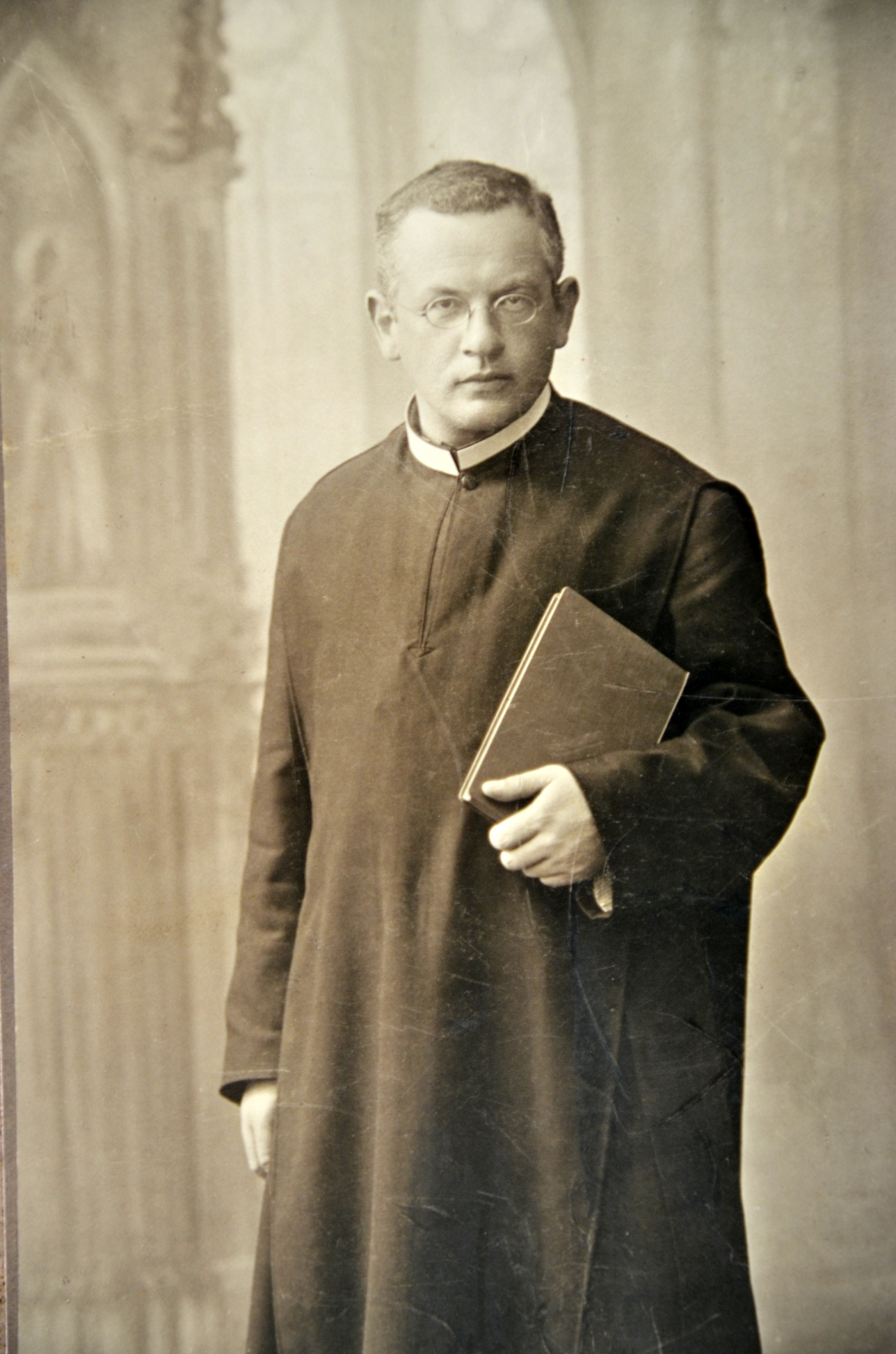
Porträtaufnahme
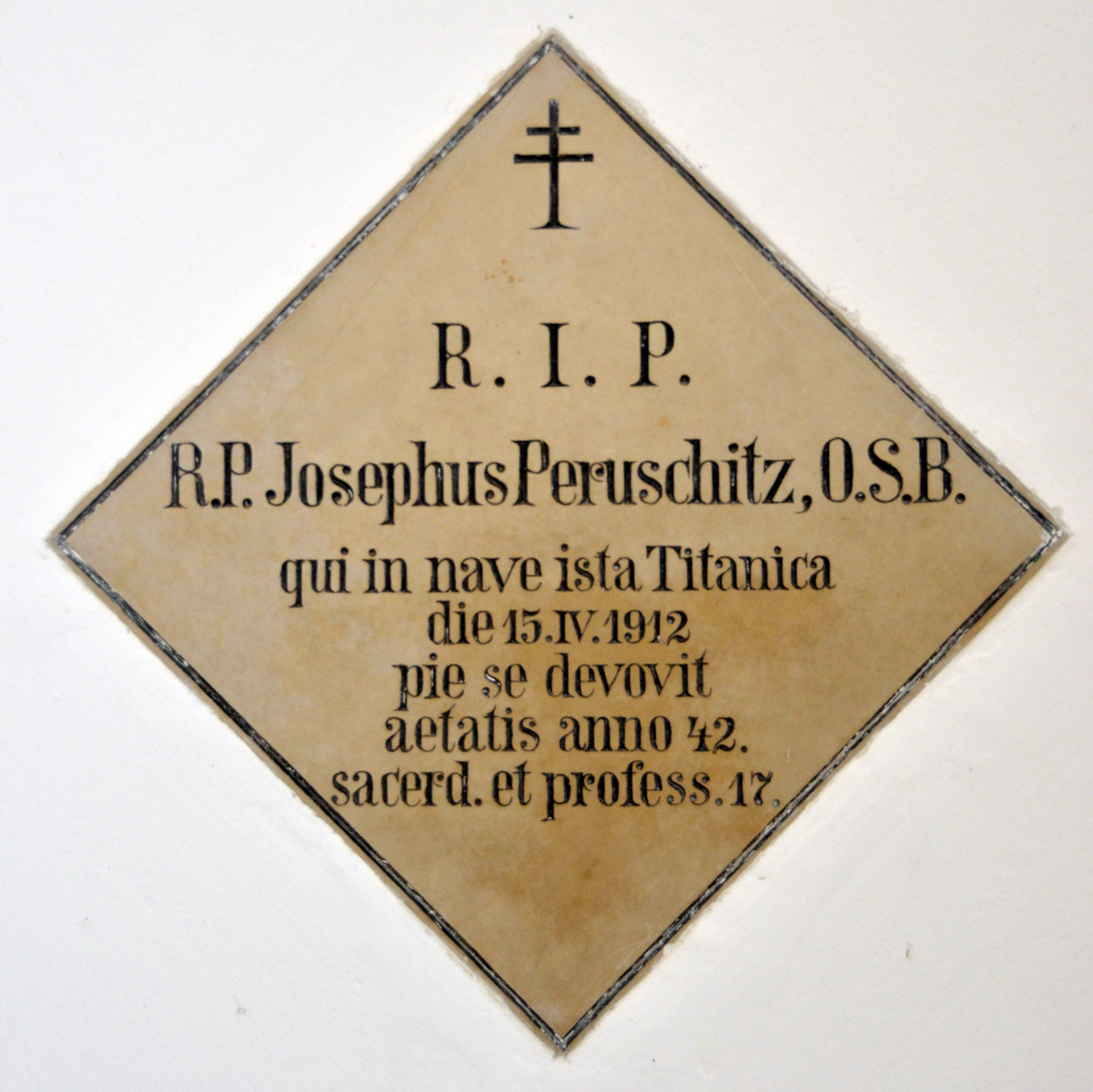
Gedenktafel im Kreuzgang des Klosters Scheyern
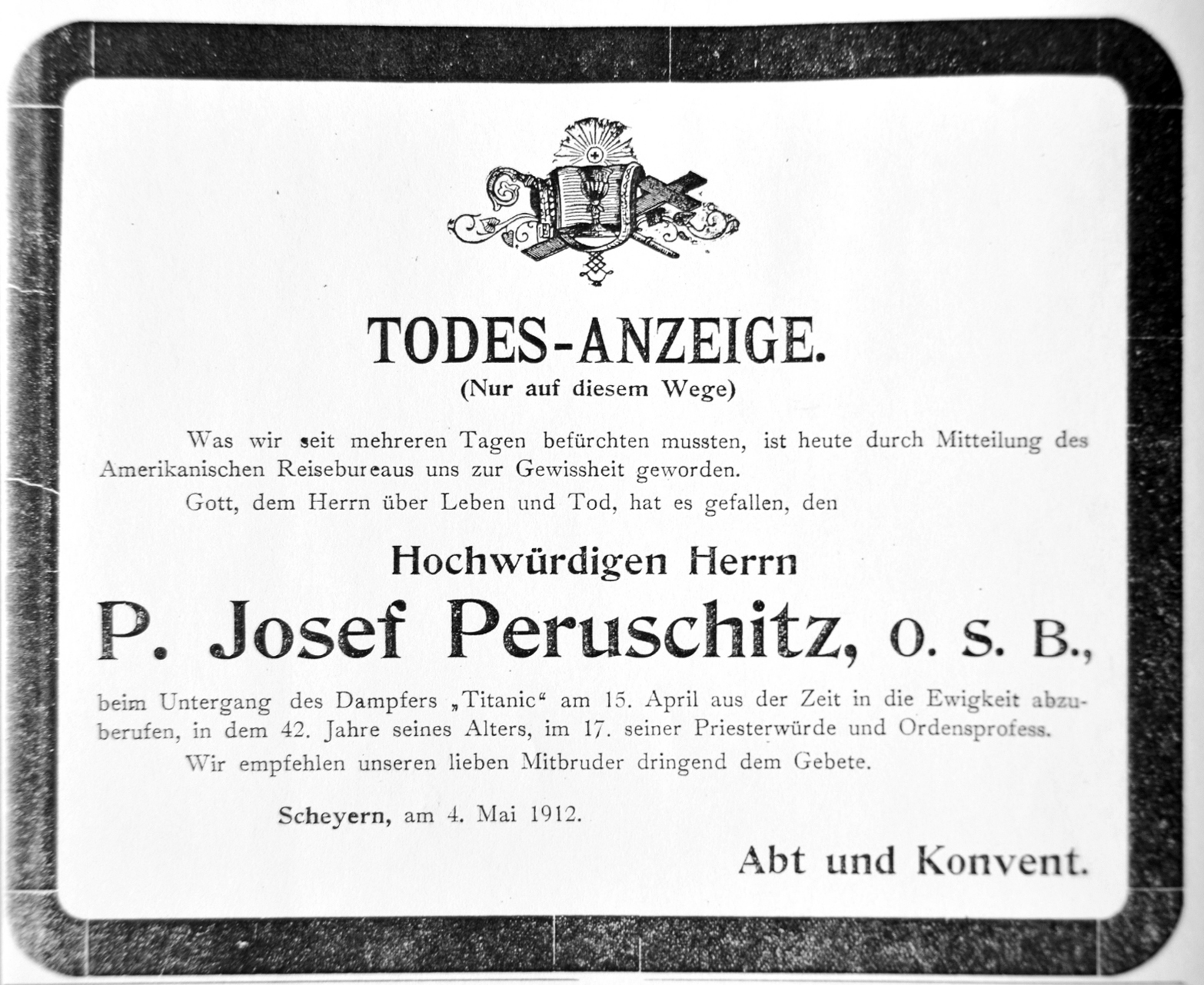
Todesanzeige

## Gedenken
Am 4. Mai 1912 – auf den Tag genau 17 Jahre nach Peruschitz' Priesterweihe – erreichte das Kloster Scheyern die Nachricht vom sicheren Tod des Pater Joseph Peruschitz. In Scheyern erinnert heute eine Gedenktafel aus Solnhofener Kalkstein im Ostflügel des Kreuzganges an ihn:
R.I.P. R.P.Josephus Peruschitz, O.S.B. qui in nave ista Titanica die 15.IV.1912 pie se devovit aetatis anno 42. sacerd. et profess.17.
P. Joseph Peruschitz, O.S.B., der sich auf dem berühmten Schiff Titanic gottesfürchtig geopfert hat. Im 42. Jahr seines Lebens, im 17. Jahr seiner Priesterwürde und Ordensprofess.
Im Jahr 2012, einhundert Jahre nach der Katastrophe, organisierten Peruschitz' Heimatpfarrei Mariä Himmelfahrt in Dorfen und das Kloster Scheyern einige Gedenkfeiern und Ausstellungen unter dem Titel „Der Trostengel von der Titanic“.